# Eleana Tahiaou
Eleana Tahiaou är en grekisk skådespelerska.

## Roller (i urval)
- (2003) - I Triti Nixta
- (2003) - To Paihnidis Tis Sygnomis TV-serie